# Phylloptera peruviana
Phylloptera peruviana är en insektsart som beskrevs av Brunner von Wattenwyl 1878. Phylloptera peruviana ingår i släktet Phylloptera och familjen vårtbitare. Inga underarter finns listade i Catalogue of Life.